# Limonia bistigma
Limonia bistigma är en tvåvingeart som först beskrevs av Daniel William Coquillett 1905.  Limonia bistigma ingår i släktet Limonia och familjen småharkrankar. Inga underarter finns listade i Catalogue of Life.